# Interpretarea normelor juridice
În drept, interpretarea normelor juridice este procesul intelectual prin care este stabilit sensul exact al normei juridice. Prin interpretare se urmărește analizarea și explicarea normei, dar și rectificarea sa, înlăturarea ambiguităților și, ca urmare, precizarea sensului exact.
Interpretarea normelor juridice este adesea necesară atunci când textul legii este ambiguu sau nu oferă o soluție clară pentru o anumită situație. În multe sisteme juridice, există și principii generale de interpretare a legilor, stabilite pentru a ghida această procesare, iar rolul instanțelor judiciare este adesea acela de a interpreta și aplica legile în mod corespunzător în diferite cazuri.
Interpretarea normelor juridice poate implica:
- sensul literal al textului;
- sensul extins sau teleologic;
- sensul istoric;
- sensul sistemului juridic;
- sensul pragmatic.

## Tipuri
Ca urmare a interpretării normelor juridice, putem obține mai multe rezultate. 

### Interpretarea literală
Apare în momentul în care între litera și spiritul legii și voința legiuitorului există un acord, caz în care rezultatul interpretării este unul declarativ. 

### Interpretarea extensivă
Apare în momentul în care sensul strict al unei norme juridice este existins pentru a acoperi situații asemănătoare.

### Interpretarea restrictivă
Apare atunci când sensul prea larg al unei norme juridice este restrâns. Necesitatea acestora poate apărea în situații precum normele penale (în cazul necesității unor pedepse stricte) sau al dispozițiilor oneroase, care impun obligații, fără a oferi drepturi în schimb (exemple: normele fiscale, cele ce determină competența anumitor autorități, etc).